# Rebordãos
Rebordãos is een plaats (freguesia) in de Portugese gemeente Bragança en telt 543 inwoners (2001).